# All the Love That I Ever Needed
All the Love That I Ever Needed is een nummer van de Britse singer-songwriter James Blunt uit 2023. Het is de tweede single van zijn zevende studioalbum Who We Used to Be.
"All the Love That I Ever Needed" is een ballad en een waarin de liedverteller reflecteert op een mislukte relatie. Ondanks alle fouten, ontving hij alle liefde die hij ooit nodig had van zijn partner. Hij erkent dat dit misschien moeilijk te geloven is vanwege zijn gebreken en gedrag in het verleden, maar hij koestert nog steeds de liefde die hij ontving.
Het nummer leverde Blunt echter nergens een hit op.

## Tracklijst
- Muziekdownload

1. "All the Love That I Ever Needed" - 3:17